# Бобровка (приток Ушайки)
Бобровка — река в России, протекает в Томской области. Устье реки находится в 41 км по левому берегу реки Ушайка. Длина реки составляет 11 км.

## Данные водного реестра
По данным государственного водного реестра России относится к Верхнеобскому бассейновому округу, водохозяйственный участок реки — Томь от города Кемерово и до устья, речной подбассейн реки — Томь. Речной бассейн реки — (Верхняя) Обь до впадения Иртыша.